# Sistotrema porulosum
Sistotrema porulosum är en svampart som beskrevs av Hallenb. 1984. Sistotrema porulosum ingår i släktet Sistotrema och familjen Hydnaceae.   Inga underarter finns listade i Catalogue of Life.